# Priest hole

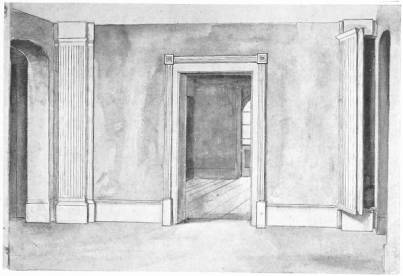
Ukryte wejście do priest hole w Partingdale House, Middlesex

Priest hole – określenie kryjówek budowanych w Anglii w XVI i XVII wieku w domach należących do rodzin, które pozostały przy katolicyzmie wbrew prawu państwowemu, wymagającemu przyjęcia zwierzchnictwa króla/królowej nad Kościołem w Anglii. W większości były to domy szlacheckie na wsi. Kryjówki te służyły działającym w podziemiu księżom katolickim za schronienie w razie rewizji domowej, dokonywanej przez śledczych królewskich. Za Henryka VIII, a potem królowej Elżbiety I, bycie księdzem na terenie Anglii było jednoznaczne z popełnieniem zdrady stanu, za którą wymierzano karę powieszenia, otwarcia wnętrzności i poćwiartowania. Dzięki dobrze zamaskowanej kryjówce duchowny mógł przeczekać przeszukiwanie domu, dokonywane zazwyczaj przy pomocy zawodowych murarzy i cieśli. Przeszukiwanie trwało nieraz kilka dni. Czasem ze schowka można było wyjść tunelem, który kończył się daleko od domu.

## Tło historyczne
Kryjówki księży były sposobem na dalsze praktykowanie rzymskiego katolicyzmu przez księży katolickich działających w podziemiu. Prześladowania katolików, pozostających w więzi ze Stolica apostolską zostały rozpoczęte przez Henryka VIII, kontynuowała je Elżbieta I i jej następcy. Politycznego, propagandowego argumentu dostarczyło Powstanie północy, zmierzające do zrzucenia z tronu Elżbiety I i wyniesienia katoliczki Marii Stuart (1569), oraz spisek Babingtona, zorganizowany przez hiszpańskiego dowódcę Bernardino de Mendoza, rezydującego w Paryżu i króla Filipa II w Madrycie. Kolejnym propagandowym argumentem był Spisek prochowy zorganizowany 5 listopada 1605 r. przez Guya Fawkesa. Katolikom nie wolno było odprawiać ani uczestniczyć w Eucharystii, odmawiać różańca i modlitw uznanych za katolickie. Karą za ujawnienie przekroczenia zakazu po raz pierwszy był przepadek pewnych praw, za drugie: roczne więzienie, a za trzecie: kara dożywotniego pozbawienia wolności. Wszyscy, którzy odmówili złożenia przysięgi o przyjęciu zwierzchnictwa króla/królowej nad Kościołem w Anglii (Akt Supremacji) i powstrzymywali się od uczestniczenia w niedzielnych nabożeństwach anglikańskich byli nazywani „Odrzucającymi” (Recusant). Władze nakładały na nich wysokie kary finansowe. Często też oskarżano o zdradę stanu przeciw własnemu krajowi, za którą wymierzano karę powieszenia, otwarcia wnętrzności i poćwiartowania. Bycie księdzem katolickim, lub goszczenie go w domu było jednoznaczne z popełnieniem zdrady stanu. Prawo stanowiło również, iż jeśli jakiś katolik, zostanie pochwycony na przekonywaniu anglikanina bądź protestanta do zmiany wyznania na rzymski katolicyzm, obaj poniosą śmierć za zdradę. Karę wymierzano publicznie, dla odstraszenia ludu. Największa grupa księży, uznawanych przez Kościół rzymskokatolicki za męczenników została stracona w londyńskim Tyburn przy Hyde Parku. W listopadzie 1591 ksiądz został powieszony przed drzwiami domu w Gray’s Inn Fields za odprawienie tam mszy miesiąc wcześniej.

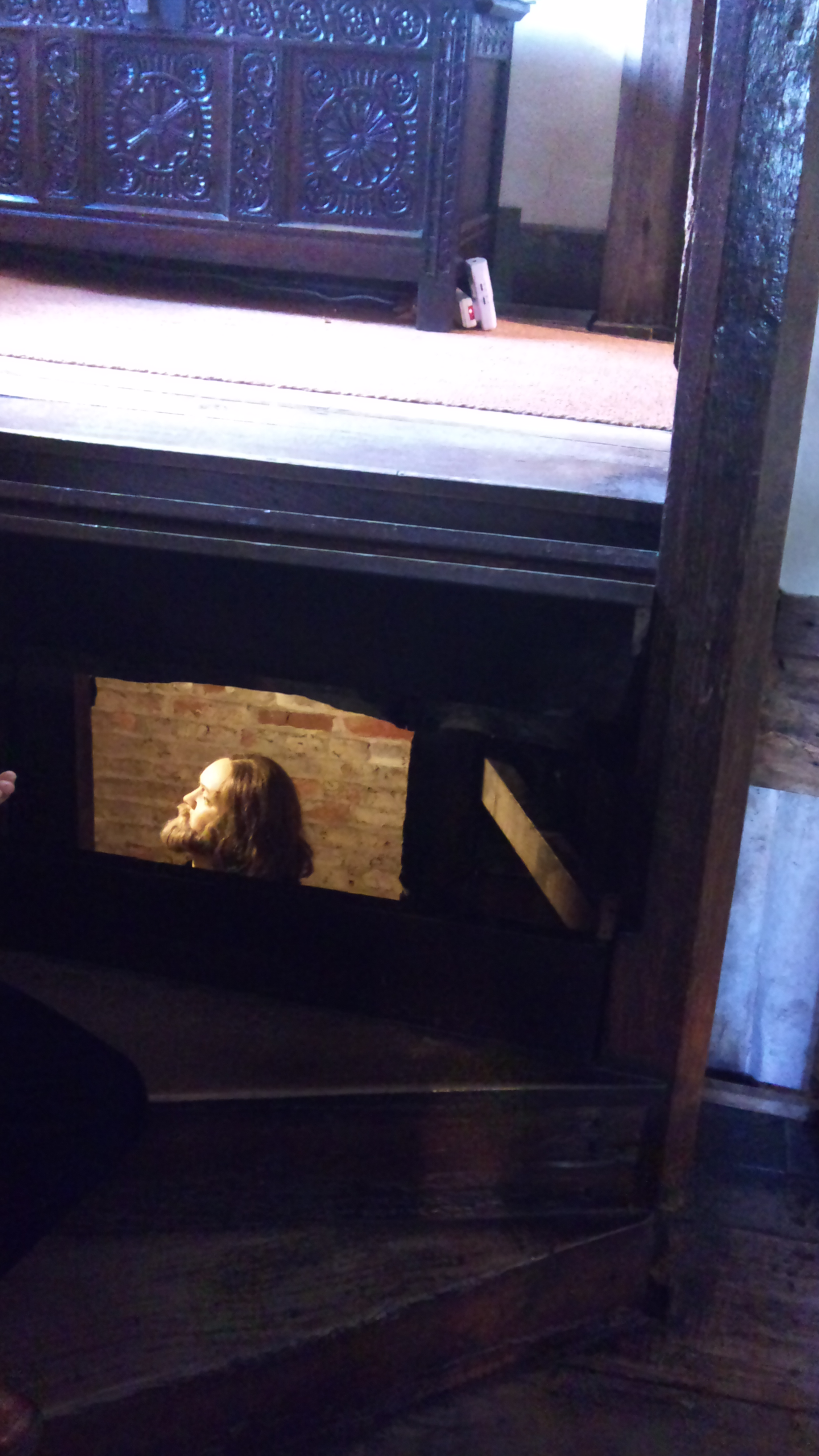
Kryjówka (priest hole) w schodach wykonana przez Mikołaja Owena w XVI wiecznej rezydencji ziemiańskiej Harvington Hall w hrabstwie Worcestershire w Anglii.

## Mikołaj Owen
Św. Mikołaj Owen, jezuita, poświęcił dużą część swojego życia na konstruowanie i budowę takich kryjówek, które uratowały życie wielu duchownym. Dzięki swym umiejętnościom w przechytrzaniu królewskich agentów prześladujących katolików zyskał przydomek Little John (Mały Jasiu).

## W kulturze
Motyw ucieczki przez priest hole został wykorzystany w filmie Skyfall (2012).

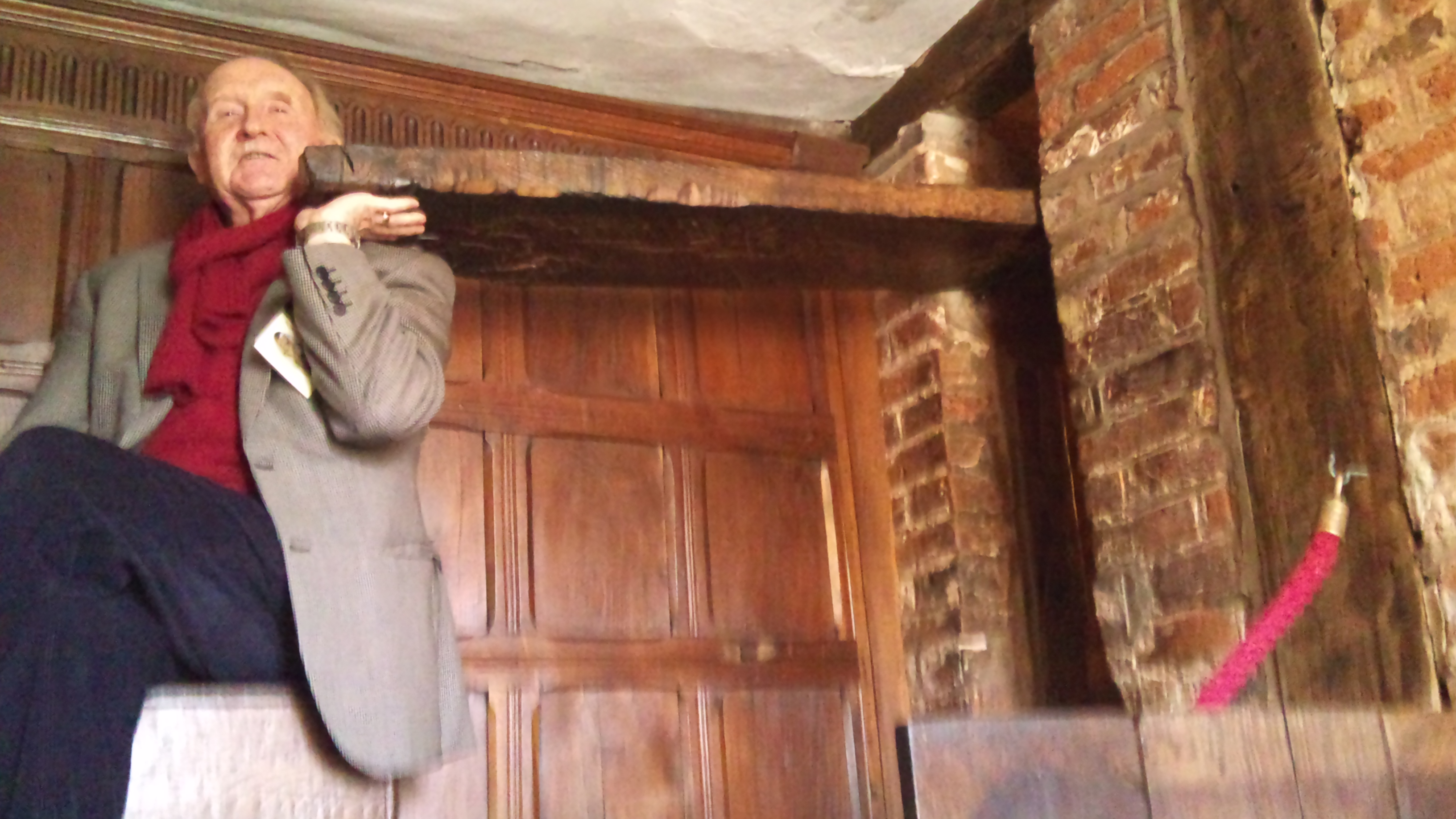
Wejście do kryjówki zrobionej przez Mikołaja Owena w Harvington Hall w hrabstwie Worcestershire – w bibliotece domowej.
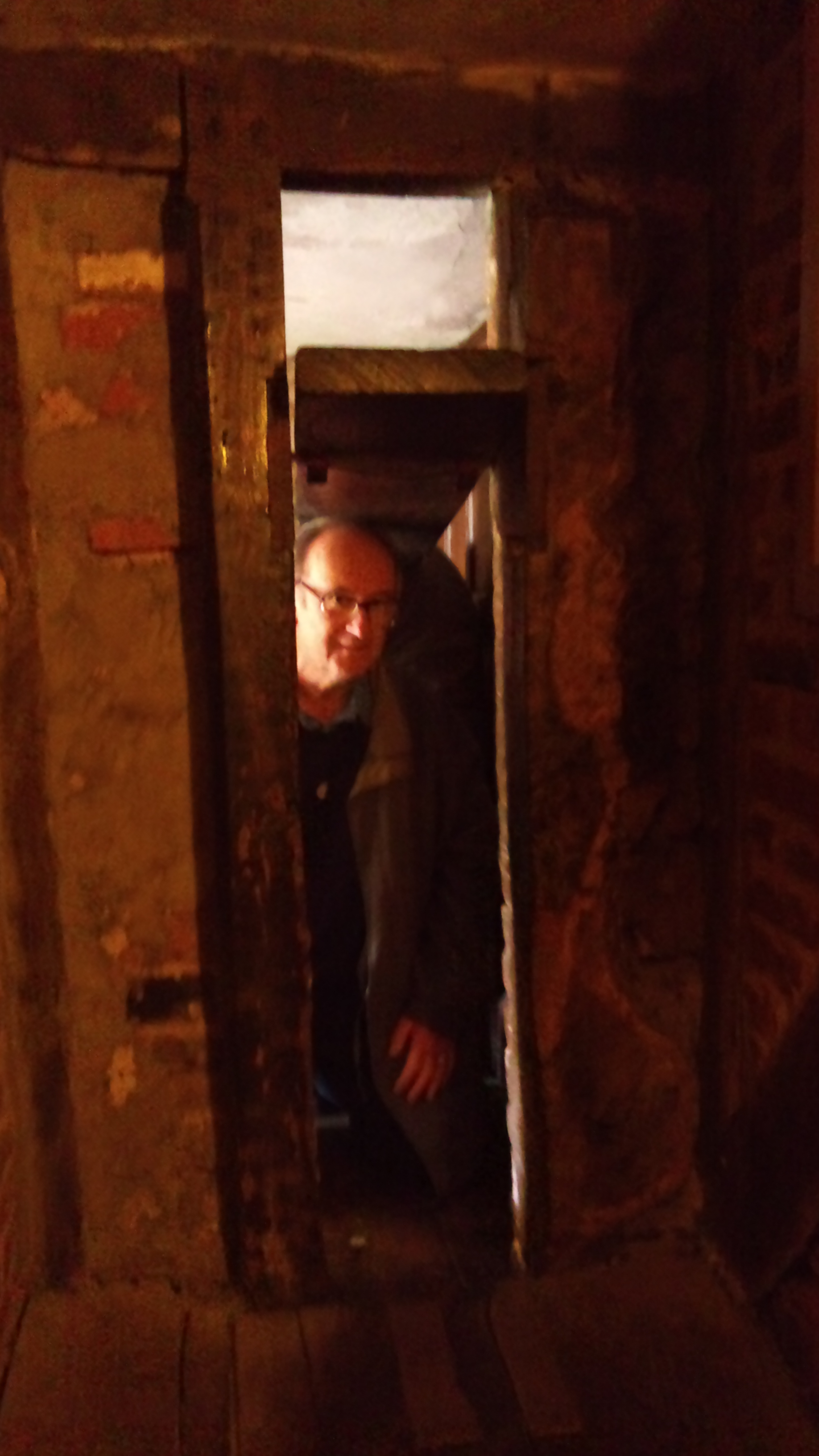
Wejście do kryjówki w bibliotece domowej Harvington Hall widziane od wewnątrz[3].
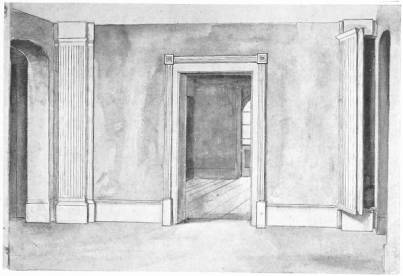
Ukryte wejście do priest hole w Partingdale House, Middlesex